# Toluene
Il toluene  (noto anche come toluolo, nome IUPAC metilbenzene) è un liquido volatile ed incolore dall'odore caratteristico dei diluenti per vernici, con formula C7H8.
Il toluene è un idrocarburo aromatico; viene usato come solvente in sostituzione del più tossico benzene, cui somiglia sotto molti aspetti. È anche contenuto nella benzina.

## Storia
Il toluene è stato ottenuto per la prima volta nel 1841 da Henri Etienne Sainte-Claire Deville per distillazione della resina della corteccia di Myroxylon balsamum (balsamo del Tolù).
Nel 1847 è stato isolato per distillazione del catrame dal chimico britannico Charles Mansfield.
Nel 1861 il chimico tedesco Joseph Wilbrand lo usa per produrre il TNT che riesce successivamente ad ottenere in forma pura nel 1880. La produzione industriale del TNT prende definitivamente l'avvio nel 1891 tramite la nitrazione del toluene, un processo in uso ancora oggi.

## Caratteristiche
Il toluene è il più semplice rappresentante della classe degli alchilbenzeni. All'aria brucia in maniera incompleta con una fiamma gialla e fuligginosa. Ha un odore fruttato e pungente, simile a quello del benzene; la sua soglia di percettibilità olfattiva è compresa tra 0,6 e 263 mg/m³ (70,1ppm).
Il toluene fonde a -95 °C, bolle a circa 111 °C ed in condizioni normali è un liquido chiaro ed incolore, dall'indice di rifrazione piuttosto elevato: 1,4961. 
Nell'acqua è praticamente insolubile (0,52 g/l), mentre è miscibile in ogni rapporto con il solfuro di carbonio, l'etanolo e l'etere etilico. Si scioglie bene anche in acetone, cloroformio e nella grande maggioranza degli altri solventi organici.
Con una viscosità dinamica di 0,6 mPa·s, il toluene è più fluido dell'acqua.
La sua entalpia di formazione è 40.940 kJ/kg, il suo flash point è di 4 °C ed il suo punto di autoaccensione è 535 °C.

## Utilizzi
Il toluene è principalmente usato come sostituto del benzene sia come reattivo che come solvente. Come tale viene impiegato per sciogliere resine, grassi, oli, vernici, colle, coloranti e molti altri composti.
Può essere contenuto nella benzina fino al 35% in funzione antidetonante, ossia per aumentare il numero di ottano; negli Stati Uniti questo impiego assorbe fino al 95% della produzione industriale del toluene.
È la materia prima di partenza per la sintesi del 2,4,6-trinitrotoluene (l'esplosivo noto anche come tritolo o TNT), nonché di molti altri composti chimici tra i quali l'acido benzoico (usato come conservante), il fenolo, il benzene, il caprolattame e la saccarina (secondo il metodo Remsen-Fahlberg). Viene altresì usato come mezzo di contrasto in microscopia.
Nonostante la sua nocività, viene occasionalmente usato anche come agente pulente. Insieme al benzene ed allo xilene forma la terna degli idrocarburi aromatici più importanti nell'industria.
Nelle applicazioni idrauliche può essere impiegato come liquido manometrico in sostituzione del mercurio.

## Produzione
Industrialmente, è principalmente ottenuto dal petrolio. Durante la seconda guerra mondiale in Germania si iniziò anche a produrlo dal benzene e dal metanolo, data la carenza di petrolio. È inoltre ottenibile anche a partire da etene e propene.
La produzione mondiale annua si attesta tra i 5 milioni e i 10 milioni di tonnellate. La distillazione diretta dal petrolio o dal carbone oggi non è più considerata economicamente conveniente, si ricorre pertanto al reforming, ovvero alla deidrociclizzazione del n-eptano:

## Reazioni
In condizioni standard il toluene è stabile e relativamente poco reattivo, reagisce però in maniera abbastanza energica con gli ossidanti e con gli acidi. La sua reattività è simile a quella del fenolo e del benzene. Essendo in grado di attaccare e sciogliere molte materie plastiche, viene conservato in contenitori di vetro.
Per ossidazione - ad esempio con una soluzione acida di permanganato di potassio - viene trasformato in alcool benzilico, quindi in benzaldeide e per finire in acido benzoico.
Il comportamento chimico del toluene è simile a quello del benzene: come quest'ultimo subisce facilmente reazioni di sostituzione elettrofila, sostituzione radicalica e addizione radicalica. Le reazioni di sostituzione nucleofila sono più rare.
In special modo, esposto alla luce o al calore ed in presenza di un reagente adatto (ad esempio il bromo), il toluene subisce reazioni di sostituzione radicalica sul gruppo metile.
Essendo il toluene relativamente poco reattivo, le reazioni di sostituzione elettrofila procedono piuttosto lentamente. La presenza di un opportuno catalizzatore può accelerarle decisamente. La sostituzione è orientata preferenzialmente nelle posizioni orto e para.
Di grande importanza industriale è l'ossidazione del toluene ad acido benzoico

## Precauzioni e metabolismo
Il toluene è classificato come sostanza nociva e facilmente infiammabile; è tuttavia meno tossico del benzene e non ha effetti mutageni. Questo viene spiegato dal suo differente metabolismo: a differenza del benzene, il toluene viene ossidato non sull'anello, ma principalmente sulla catena laterale per via dell'elevata selettività che l'enzima monoossigenasi P450 ha verso il gruppo metile del toluene. Per questo motivo, a differenza del benzene, l'ossidazione produce molti meno epossidi, che hanno un effetto cancerogeno. Le piccole quantità di epossido che si formano vengono ulteriormente ridotte dalla coniugazione con il glutatione, da riarrangiamenti spontanei a fenolo o dall'idrolisi enzimatica a dioli.
Il toluene viene successivamente convertito ad acido benzoico ed acido ippurico, che vengono eliminati con le urine insieme a piccole quantità di o-cresolo.
Il toluene danneggia i nervi, i reni e probabilmente anche il fegato.
L'inalazione dei suoi vapori produce sintomi di stanchezza, nausea, confusione, disturbi alla coordinazione dei movimenti e può portare alla perdita di coscienza.
Un contatto regolare può produrre un'intossicazione dagli effetti euforizzanti e insufficienza midollare con conseguente anemia aplastica Secondo alcuni studi il toluene potrebbe essere un fattore di rischio per lo sviluppo di mieloma multiplo.
I vapori di toluene hanno un effetto narcotico a carico degli organi respiratori e sono irritanti per gli occhi; sono anche possibili in alcune persone manifestazioni allergiche.
Il toluene deve essere conservato in ambienti molto ben aerati.
Anche in piccole quantità, benché non sia solubile in acqua, il toluene è considerato un inquinante delle acque (WKG 2). È facilmente biodegradabile.
La miscela dei suoi vapori con l'aria in percentuali comprese tra l'1,2% e l'8% è esplosiva.